# 東日本旅客鉄道横浜支社
東日本旅客鉄道横浜支社（ひがしにほんりょかくてつどうよこはまししゃ）は、東日本旅客鉄道（JR東日本）の地域支社。日本国有鉄道（国鉄）時代の東京南鉄道管理局の大部分と東京西鉄道管理局の一部に相当する。
尚、JR東日本では2020年から2021年にかけて支社公式サイトの統廃合を進めたが、当支社は東京支社・大宮支社同様にそれ以前から支社公式サイトを設置していなかった（2004年頃に閉鎖）。
2026年に組織改正により横浜支社が廃止され、管轄の業務は横浜・川崎・湘南伊豆の各事業本部に移管される予定。

## 支社所在地
- 神奈川県横浜市西区平沼一丁目40番26号（横浜駅）

なお、徒歩の場合、最も近い駅は相模鉄道の平沼橋駅である。

## 歴史
- 1996年（平成8年）10月1日 - 東日本旅客鉄道東京地域本社（現・東京支社→首都圏本部）の一部を分離して発足[2]。
- 2000年（平成12年）
  - 8月10日 - 新社屋が完成[3]。
  - 8月22日 - 新社屋の使用を開始[3]。
- 2010年（平成22年）3月13日 - 南武線武蔵小杉駅に、横須賀線ホームを新設。
- 2015年（平成27年）1月29日 - 川崎市と包括連携協定を締結[4]。
- 2016年（平成28年）3月26日 - 南武線支線小田栄駅開業。
- 2018年（平成30年）7月17日 - ＪＲ横須賀線武蔵小杉駅等の更なる混雑緩和対策を進めていくための基本的な事項について確認し、川崎市と覚書を締結[4]。
- 2019年（令和元年）11月30日 - 相鉄がJRとの直通運転境界駅として羽沢横浜国大駅を開業。相鉄線直通列車運行開始。
- 2020年（令和2年）
  - 6月18日 - 横浜駅西口に「JR横浜タワー」開業[5]。
  - 6月27日 - JR横浜タワー隣接地に「JR横浜鶴屋町ビル」開業[5]。
- 2026年（令和8年）7月1日（予定） - 組織改正により横浜支社が廃止され、横浜・川崎・湘南伊豆の3つの事業本部に分割改組される[6]。

## 管轄路線
神奈川県の大半と東京都・静岡県の一部の路線を管轄している。2021年3月31日時点で、合計327.9kmの在来線、109の駅（横浜羽沢駅と羽沢横浜国大駅は同一駅として計上）を管轄している。首都圏本部・八王子支社と共に、管内全線が直流電化区間となっている。
- 神奈川県内の東海道新幹線（新横浜駅 - 小田原駅間）はJR東海新幹線鉄道事業本部の管轄。在来線接続駅（熱海駅含む）についても、横浜支社は在来線部分のみ管理する。
- 神奈川県内の御殿場線（下曽我駅 - 谷峨駅間）はJR東海静岡支社の管轄。
- 神奈川県内の中央本線（相模湖駅 - 藤野駅間）はJR東日本八王子支社の管轄。

路線
※営業上の管轄路線を記載した上で、鉄道資産上の境界を注釈する。なお、◇が付いた路線は全線が管理区間内に入っている路線である。
| 路線名     | 区間                                                              | 駅数 | 備考 |
| ---------- | ----------------------------------------------------------------- | ---- | --- |
| 東海道本線 | 川崎駅 - 鶴見駅 - 横浜駅 - 大船駅 - 熱海駅                        | 23   | 「東海道線」としては川崎駅 - （鶴見駅） - 横浜駅 - 大船駅 - 熱海駅 「京浜東北線」としては川崎駅 - 鶴見駅 - 横浜駅 「横須賀線」としては武蔵小杉駅 - （鶴見駅） - 横浜駅 - 大船駅 - 久里浜駅 「相鉄線直通列車」としては武蔵小杉駅 - （鶴見駅） - 羽沢横浜国大駅 東海道貨物線（一部除く）と高島線は定期旅客列車運行なし |
| 東海道本線 | 武蔵小杉駅 - 鶴見駅（品鶴線）                                     | 1    | 「東海道線」としては川崎駅 - （鶴見駅） - 横浜駅 - 大船駅 - 熱海駅 「京浜東北線」としては川崎駅 - 鶴見駅 - 横浜駅 「横須賀線」としては武蔵小杉駅 - （鶴見駅） - 横浜駅 - 大船駅 - 久里浜駅 「相鉄線直通列車」としては武蔵小杉駅 - （鶴見駅） - 羽沢横浜国大駅 東海道貨物線（一部除く）と高島線は定期旅客列車運行なし |
| 東海道本線 | 川崎貨物駅 - 浜川崎駅（東海道貨物線）                             | 1    | 「東海道線」としては川崎駅 - （鶴見駅） - 横浜駅 - 大船駅 - 熱海駅 「京浜東北線」としては川崎駅 - 鶴見駅 - 横浜駅 「横須賀線」としては武蔵小杉駅 - （鶴見駅） - 横浜駅 - 大船駅 - 久里浜駅 「相鉄線直通列車」としては武蔵小杉駅 - （鶴見駅） - 羽沢横浜国大駅 東海道貨物線（一部除く）と高島線は定期旅客列車運行なし |
| 東海道本線 | 鶴見駅 - 八丁畷駅（東海道貨物線）                                 | 0    | 「東海道線」としては川崎駅 - （鶴見駅） - 横浜駅 - 大船駅 - 熱海駅 「京浜東北線」としては川崎駅 - 鶴見駅 - 横浜駅 「横須賀線」としては武蔵小杉駅 - （鶴見駅） - 横浜駅 - 大船駅 - 久里浜駅 「相鉄線直通列車」としては武蔵小杉駅 - （鶴見駅） - 羽沢横浜国大駅 東海道貨物線（一部除く）と高島線は定期旅客列車運行なし |
| 東海道本線 | 鶴見駅 - 横浜羽沢駅（羽沢横浜国大駅） - 東戸塚駅 （東海道貨物線） | 1    | 「東海道線」としては川崎駅 - （鶴見駅） - 横浜駅 - 大船駅 - 熱海駅 「京浜東北線」としては川崎駅 - 鶴見駅 - 横浜駅 「横須賀線」としては武蔵小杉駅 - （鶴見駅） - 横浜駅 - 大船駅 - 久里浜駅 「相鉄線直通列車」としては武蔵小杉駅 - （鶴見駅） - 羽沢横浜国大駅 東海道貨物線（一部除く）と高島線は定期旅客列車運行なし |
| 東海道本線 | 鶴見駅 - 桜木町駅（高島線）                                       | 0    | 「東海道線」としては川崎駅 - （鶴見駅） - 横浜駅 - 大船駅 - 熱海駅 「京浜東北線」としては川崎駅 - 鶴見駅 - 横浜駅 「横須賀線」としては武蔵小杉駅 - （鶴見駅） - 横浜駅 - 大船駅 - 久里浜駅 「相鉄線直通列車」としては武蔵小杉駅 - （鶴見駅） - 羽沢横浜国大駅 東海道貨物線（一部除く）と高島線は定期旅客列車運行なし |
| ◇横須賀線  | 大船駅 - 久里浜駅                                                 | 8    | 「東海道線」としては川崎駅 - （鶴見駅） - 横浜駅 - 大船駅 - 熱海駅 「京浜東北線」としては川崎駅 - 鶴見駅 - 横浜駅 「横須賀線」としては武蔵小杉駅 - （鶴見駅） - 横浜駅 - 大船駅 - 久里浜駅 「相鉄線直通列車」としては武蔵小杉駅 - （鶴見駅） - 羽沢横浜国大駅 東海道貨物線（一部除く）と高島線は定期旅客列車運行なし |
| ◇鶴見線    | 鶴見駅 - 扇町駅                                                   | 8    | |
| ◇鶴見線    | 浅野駅 - 海芝浦駅（海芝浦支線）                                   | 2    | |
| ◇鶴見線    | 武蔵白石駅 - 大川駅（大川支線）                                   | 1    | |
| 南武線     | 川崎駅 - 稲田堤駅                                                 | 15   | |
| 南武線     | 尻手駅 - 浜川崎駅（南武支線）                                     | 3    | |
| 南武線     | 尻手駅 - 鶴見駅（尻手短絡線）                                     | 0    | 定期旅客列車の運行なし |
| ◇根岸線    | 横浜駅 - 磯子駅 - 大船駅                                          | 10   | |
| 横浜線     | 東神奈川駅 - 橋本駅                                               | 15   | |
| ◇相模線    | 茅ケ崎駅 - 橋本駅                                                 | 16   | |
| ◇伊東線    | 熱海駅 - 伊東駅                                                   | 5    | |
| 武蔵野線   | 鶴見駅 - 梶ヶ谷貨物ターミナル駅 （武蔵野南線）                    | 0    | 当該全区間にて定期旅客列車運行なし |

駅数・支社境界についての注釈
1. ↑  蒲田駅との間で都県境を跨ぐ東海道本線六郷川橋梁の東京側堤防上に首都圏本部との境界がある。
2. ↑  JR東海静岡支社との鉄道資産上の境界は来宮駅の上り場内信号機となっているが、営業上は熱海駅を境界としている。
3. ↑  横浜羽沢駅付近 - 東戸塚駅間は、旅客列車は一部の東海道線の特急のみ。ただし、当該区間での客扱いは行わない。
4. ↑  西大井駅との間で都県境を跨ぐ品鶴線多摩川橋梁の横浜側堤防上に首都圏本部との境界がある。
5. ↑  支線分岐駅である鶴見駅、南武線と接続する武蔵小杉駅は含まない。
6. 1 2  日本貨物鉄道（JR貨物）の貨物駅であり、JR東日本の駅としては扱われていない（信号場扱い）。
7. ↑  書類上当路線所属でありながら、接続する鶴見線・南武線のみ旅客営業する浜川崎駅を計上。
8. ↑  支線分岐駅である鶴見駅、南武線と接続する八丁畷駅ともに含まず、途中駅も存在しない。
9. ↑  書類上旅客併設駅である貨物駅（横浜羽沢駅）も計上。羽沢横浜国大駅（相模鉄道管轄）は横浜羽沢駅に隣接しかつ構内が接続された他社駅として扱い、横浜羽沢駅と同一駅として計上する。支線分岐駅である鶴見駅・東戸塚駅は含まない。
10. ↑  支線分岐駅である鶴見駅、横浜線と接続する桜木町駅ともに含まず、途中駅も存在しない。
11. ↑  東海道本線と接続する大船駅は含まない。
12. ↑  東海道本線と接続する鶴見駅と浜川崎駅は含まない。
13. ↑  支線分岐駅である浅野駅は含まない。
14. ↑  支線分岐駅である武蔵白石駅は含まない。
15. ↑  矢野口駅との間の都県境付近（川崎起点22.1km地点）を八王子支社との境界としている。
16. ↑  東海道本線と接続する川崎駅は含まない。
17. ↑  支線分岐駅である尻手駅、線籍上東海道本線所属となる浜川崎駅は含まない。
18. ↑  支線分岐駅である尻手駅、東海道本線と接続する鶴見駅ともに含まず、途中駅も存在しない。
19. ↑  東海道本線と接続する横浜駅と大船駅は含まない。
20. ↑  相原駅との間の大戸踏切付近（東神奈川起点35.4km地点）に八王子支社との境界がある。
21. ↑  東海道本線と接続する東神奈川駅は含まない。
22. ↑  横浜線と接続する橋本駅は含まない。
23. ↑  東海道本線と接続する熱海駅は含まない。
24. ↑  府中本町駅との間の生田トンネル内の都県境まで管内に入り、そこから先は八王子支社管内となる。
25. ↑  東海道本線と接続する鶴見駅は含まず、途中駅も存在しない。
26. ↑  特急「鎌倉」など当該区間経由の列車は新川崎駅・武蔵小杉駅・登戸駅経由で運賃を計算する。

なお、国鉄時代の管轄は次のとおり。
- 東京南鉄道管理局
  - 下記以外の全区間
- 東京西鉄道管理局
  - 南武線（武蔵小杉駅以北）
  - 横浜線（小机駅から北、同駅構内は含まない）
  - 相模線（茅ケ崎駅構内を除く全区間）

## 駅・乗務員区所
- 桜木町統括センター - 桜木町駅、関内駅、根岸駅、磯子駅、乗務ユニット[8]
- 湘南・相模統括センター - 茅ケ崎駅、藤沢駅、平塚駅、厚木駅、海老名駅、国府津駅、国府津乗務ユニット、茅ヶ崎乗務ユニット[8]
- 小田原・伊豆統括センター - 小田原駅、真鶴駅、湯河原駅、熱海駅、伊東駅、熱海事務所[9]
- 川崎統括センター - 川崎駅、尻手駅、武蔵小杉駅、武蔵溝ノ口駅、登戸駅、鶴見駅、南武線オフィス、鶴見線オフィス[10]
- 町田統括センター - 町田駅、東神奈川駅、菊名駅、新横浜駅、小机駅、長津田駅、橋本駅、橋本オフィス[10]
- 横浜統括センター - 横浜駅、戸塚駅、大船駅、鎌倉駅、逗子駅、乗務ユニット[10]

## 設備保全区所

### 保線関係区所
- 川崎保線技術センター
  - 武蔵溝の口派出
- 横浜保線技術センター
  - 町田派出
- 大船保線技術センター
  - 横須賀派出
- 平塚保線技術センター
- 小田原保線技術センター
  - 来宮派出
- 横浜土木技術センター
  - 小田原派出

### 電気関係区所
- 横浜電力技術センター
  - 鶴見メンテナンスセンター
  - 横浜メンテナンスセンター
  - 大船メンテナンスセンター
  - 小田原メンテナンスセンター
  - 橋本メンテナンスセンター
- 横浜信号通信技術センター
  - 川崎メンテナンスセンター
  - 横浜メンテナンスセンター
  - 大船メンテナンスセンター
  - 小田原メンテナンスセンター
  - 橋本メンテナンスセンター

### その他の区所
- 横浜建築技術センター
- 横浜機械技術センター
- 川崎地区センター
- 横浜地区センター
- 大船地区センター
- 小田原地区センター
- 横浜支社 鉄道事業部　モビリティ・サービスユニット 伊豆箱根仕入れセンター
- 横浜支社 鉄道事業部　モビリティ・サービスユニット 総合訓練センター（久里浜駅に隣接）

## 乗車人員ベスト20
2022年度、横浜支社管内で一日平均の乗車人員が多かった20駅は下記の通り。
| 順位 | 駅名       | 一日平均 乗車人員 | 順位 | 駅名     | 一日平均 乗車人員 |
| ---- | ---------- | ----------------- | ---- | -------- | ----------------- |
| 1    | 横浜駅     | 340,536人         | 11   | 橋本駅   | 56,999人          |
| 2    | 川崎駅     | 175,876人         | 12   | 長津田駅 | 53,506人          |
| 3    | 武蔵小杉駅 | 99,969人          | 13   | 辻堂駅   | 52,573人          |
| 4    | 藤沢駅     | 95,857人          | 14   | 平塚駅   | 52,275人          |
| 5    | 町田駅     | 95,015人          | 15   | 新横浜駅 | 51,442人          |
| 6    | 戸塚駅     | 93,018人          | 16   | 東戸塚駅 | 48,916人          |
| 7    | 大船駅     | 84,249人          | 17   | 茅ケ崎駅 | 48,532人          |
| 8    | 登戸駅     | 70,798人          | 18   | 関内駅   | 44,784人          |
| 9    | 鶴見駅     | 66,024人          | 19   | 菊名駅   | 43,226人          |
| 10   | 桜木町駅   | 64,698人          | 20   | 鎌倉駅   | 38,232人          |